# Egg (musikalbum)
Egg är ett musikalbum med Stein Ove Berg, utgivet som LP 1980 av skivbolaget Talent Produksjon A/S.

## Låtlista
Sida 1
1. "Ikke gråt om det er vinter og det snør"
2. "Hvilken vei?"
3. "Et "strålende" prosjekt" (Arve Torkelsen/Stein Ove Berg)
4. "Lillestrøm-calypso" (Arve Torkelsen/Stein Ove Berg)
5. "Frostklart – som en morgen i oktober" (Dermot O'Reilly, norsk text: Stein Ove Berg)
6. "Hvor er hu som alltid kokte egget mitt for bløtt?" (Arve Torkelsen/Stein Ove Berg)

Sida 2
1. "Prøv å se meg som elva" (Eric Andersen/Stein Ove Berg)
2. "Jeg har deg"
3. "Vi har bare dagen i dag"
4. "Lille Viggo" (Trad.,arr.: Stein Ove Berg)
5. "Du setter sjelden pris på lykke" (Bob McDill, norsk text: Stein Ove Berg)
6. "Ukjent"

- Alla låtar skrivna av Stein Ove Berg där inget annat anges.